# Archevêché titulaire de Nicosie
 (février 2025).
Si vous disposez d'ouvrages ou d'articles de référence ou si vous connaissez des sites web de qualité traitant du thème abordé ici, merci de compléter l'article en donnant les références utiles à sa vérifiabilité et en les liant à la section « Notes et références ».
Nicosie est un archevêché titulaire de l'Église catholique romaine. 
Il tire son origine d'un ancien évêché situé dans l'ancienne ville de Nicosie, dans la province romaine de Chypre.
| Archevêques titulaires de Nicosie |                                         |                                                                        |                   |                   |
| Numéro                            | Nom                                     | Fonction                                                               | du                | au                |
| 1                                 | Raniero Felice Simonetti                | Nonce apostolique de Naples (en) Gouverneur de Rome                    | 14 juin 1728      | 15 mai 1747       |
| 2                                 | Carlo Vittorio Amedeo delle Lanze       |                                                                        | 11 août 1747      | 12 avril 1773     |
| 3                                 | Giuseppe Vincentini                     |                                                                        | 11 septembre 1775 |                   |
| 4                                 | Giuseppe Rossi                          |                                                                        | 19 décembre 1791  |                   |
| 5                                 | Antonio Fernando Echanove Zaldívar (eu) | Abbé de San Ildefonso (Espagne)                                        | 2 octobre 1818    | 13 mars 1826      |
| 6                                 | Pietro Naselli (it) CO                  | Évêque émérite de Piazza Armerina (Italie)                             | 13 juillet 1840   | 16 décembre 1862  |
| 7                                 | Stéphane Azarian (de)                   | Vicaire patriarcal de Cilicie                                          | 14 août 1877      | 4 août 1881       |
| 8                                 | Elia Bianchi                            | Évêque auxiliaire d'Ostie                                              | 3 juillet 1882    |                   |
| 9                                 | Henry O'Callaghan (en)                  | Évêque émérite d'Hexham et Newcastle (Royaume-Uni)                     | 1er octobre 1889  | 10 octobre 1904   |
| 10                                | Cesare Boccanera                        | Évêque émérite de Narni (Italie)                                       | 11 décembre 1905  | 1915              |
| 11                                | Francesco Cherubini (it)                | Internonce apostolique en Haïti Nonce apostolique en Yougoslavie (en)  | 9 décembre 1915   | 12 avril 1934     |
| 12                                | Guglielmo Piani (de) SDB                | Délégué apostolique aux Philippines (en) puis au Mexique (en) Official | 21 avril 1934     | 27 septembre 1956 |
| 13                                | Aurelio Signora                         | Prélat de Pompéi (Italie)                                              | 12 mars 1957      | 30 avril 1990     |